# John V. Breakwell
Pour les articles homonymes, voir Breakwell.
John Valentine Breakwell (1917 - 16 avril 1991) est un théoricien américain du contrôle et professeur d'astronautique à l'Université Stanford. 
On se souvient de lui pour ses contributions à "la science et les applications de l'astrodynamique, pour la découverte de l'optimisation des trajectoires de vol et pour ses services académiques exceptionnels". Il est élu à la National Academy of Engineering en 1981 et est récipiendaire du Richard E. Bellman Control Heritage Award en 1983.